# 알레포 대 모스크

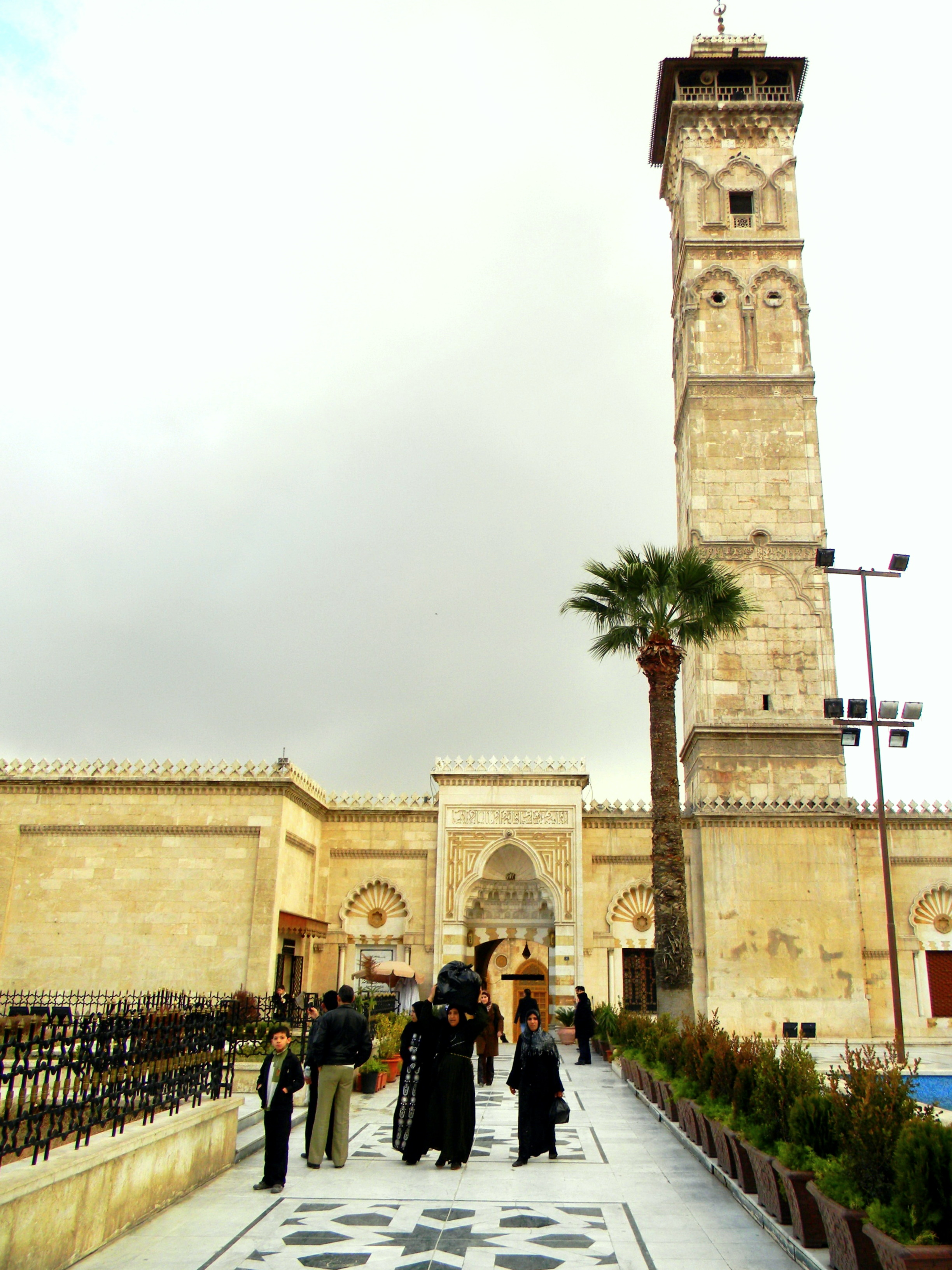
알레포 대 모스크

알레포 대 모스크(Aleppo大Mosque)는 시리아 알레포에 있는 모스크이다.

## 갤러리

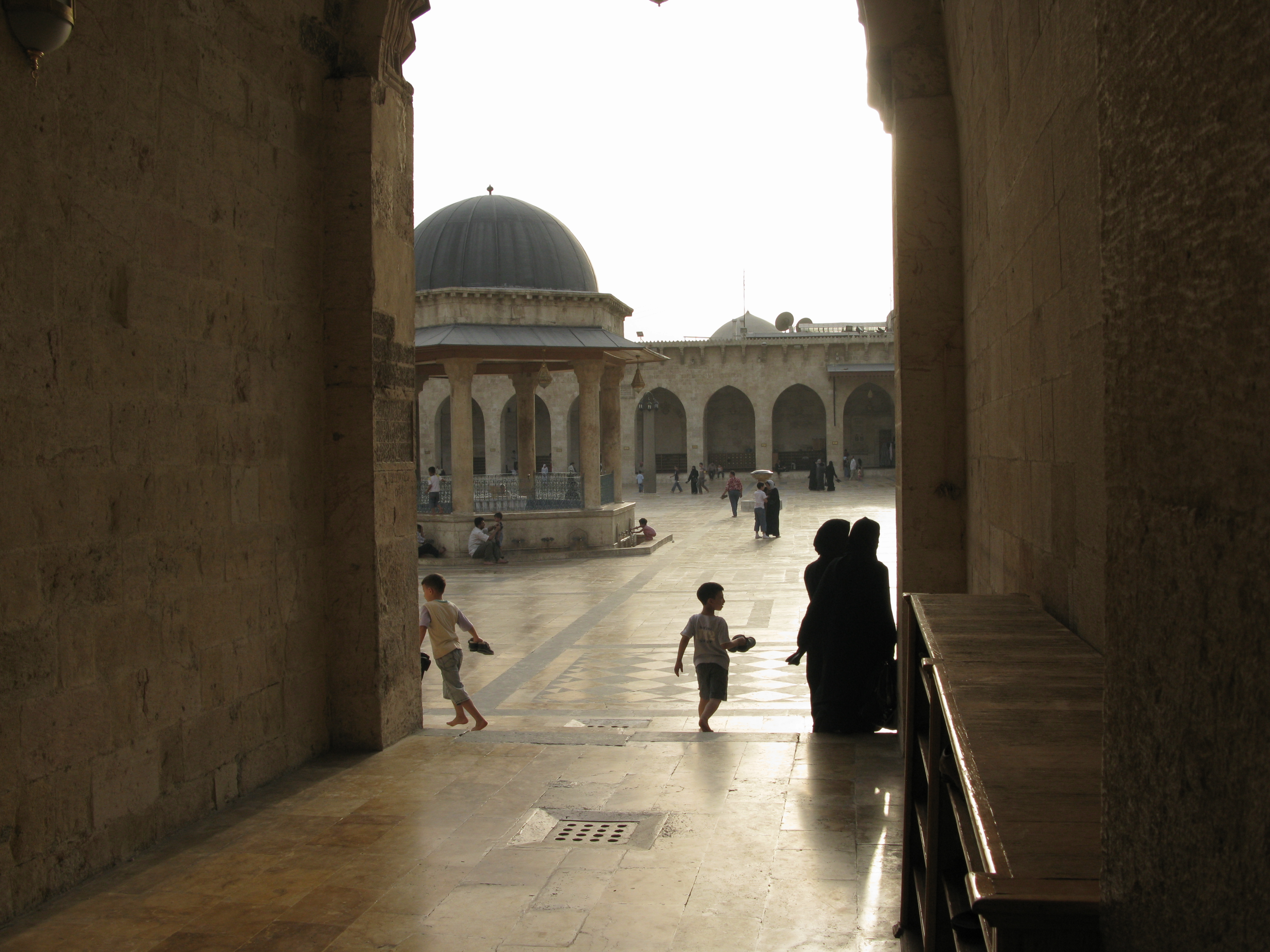
관문
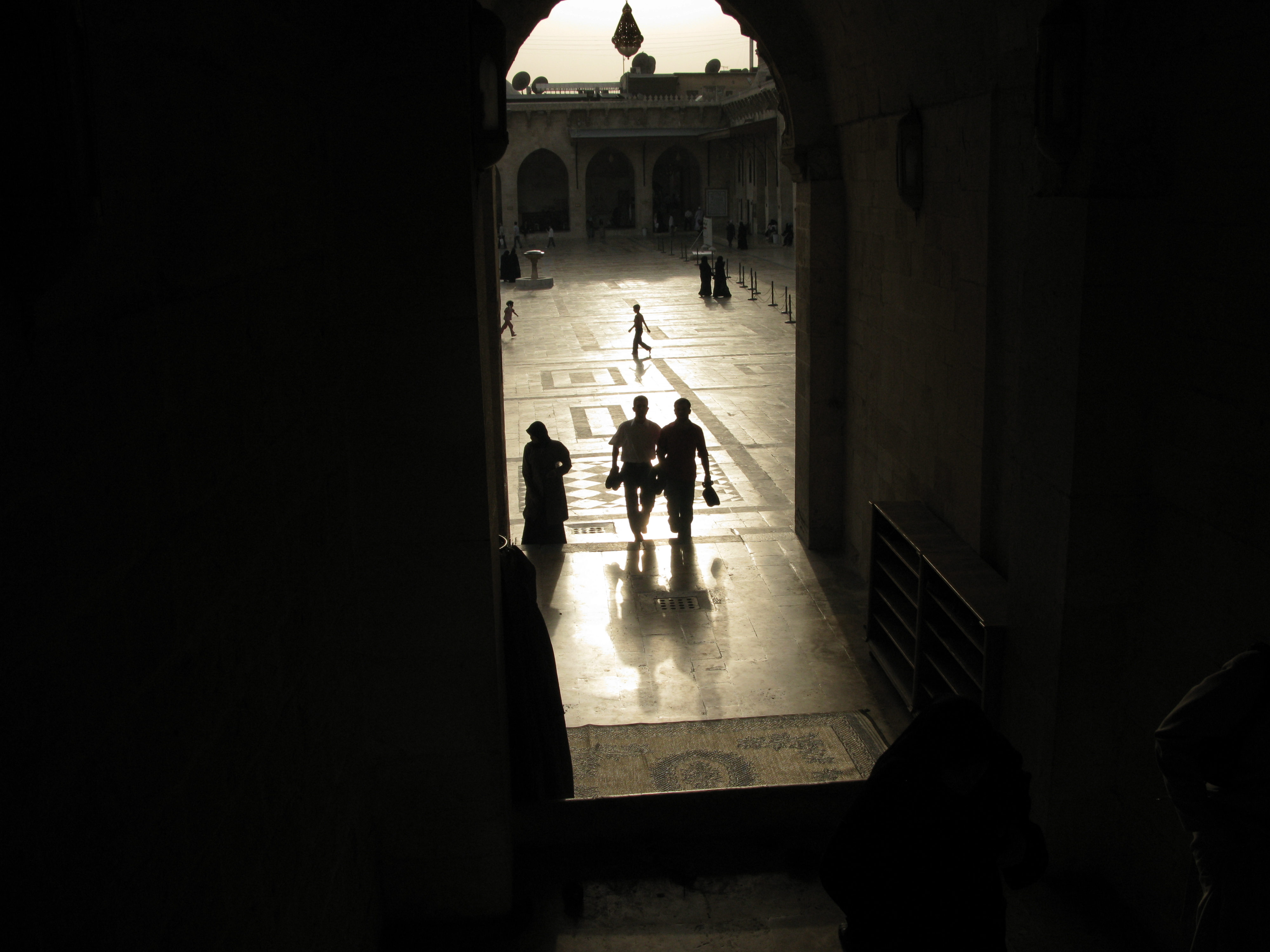
관문
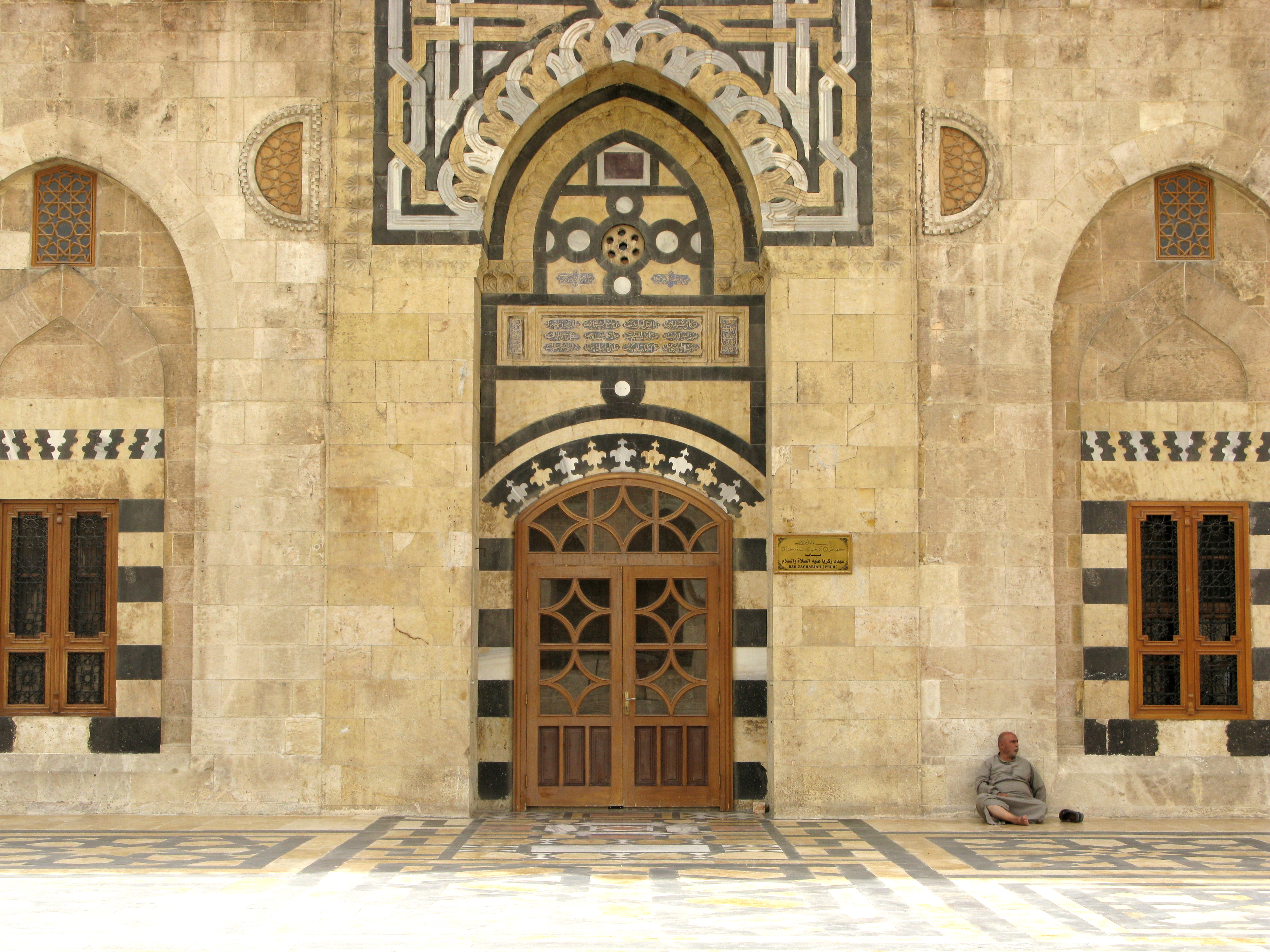
외관의 이슬람 장식
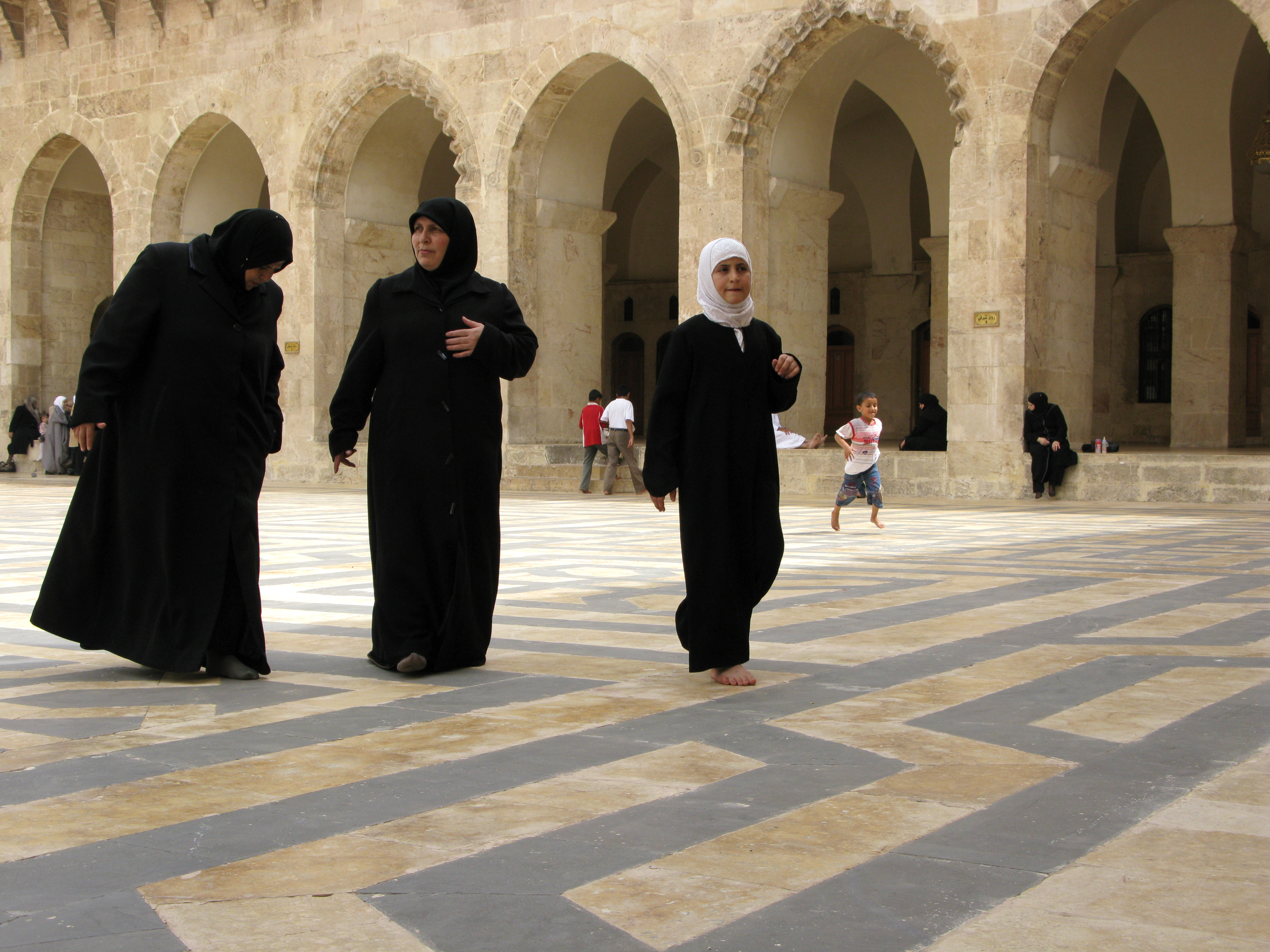
안뜰의 방문객들
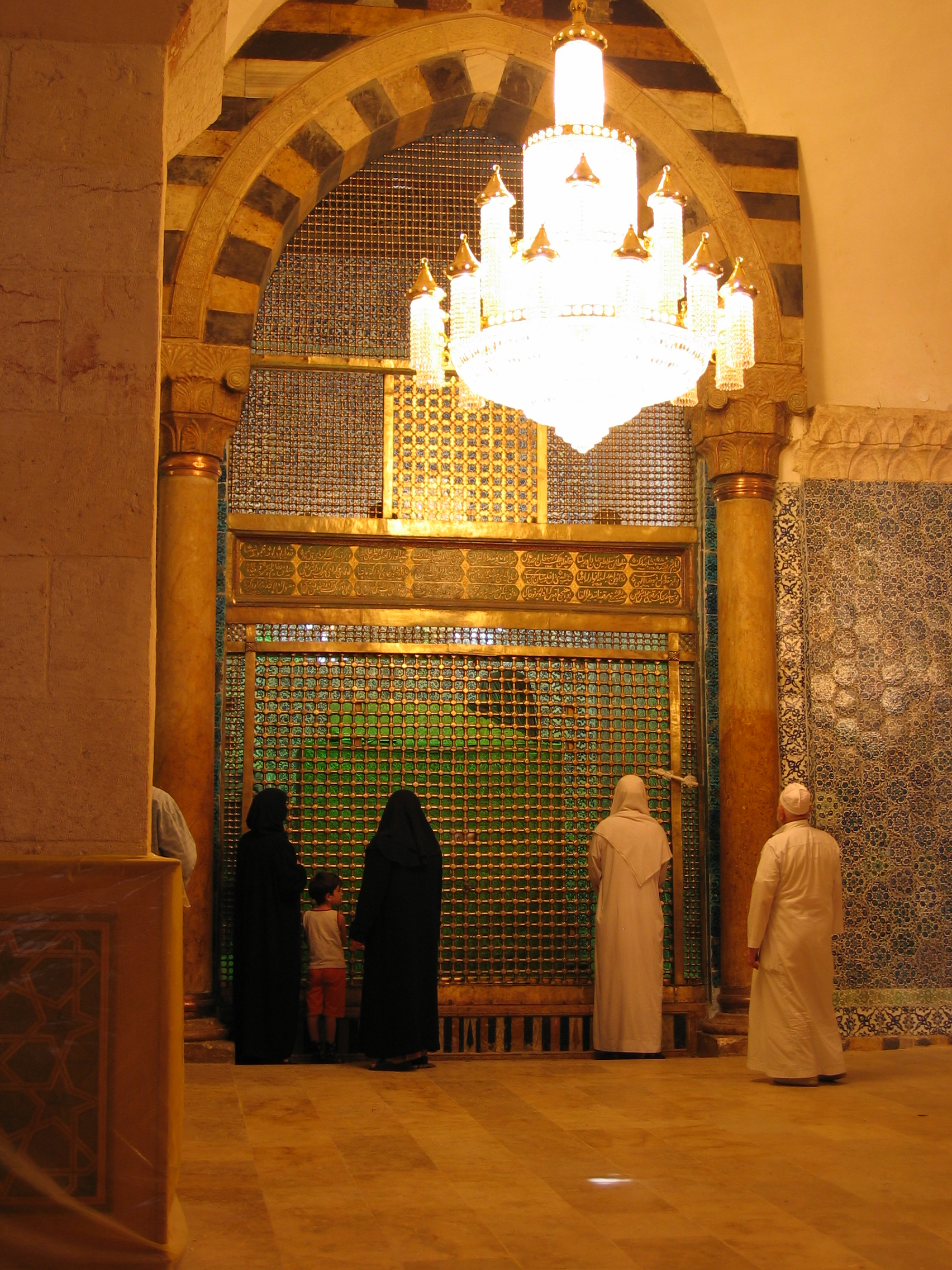
모스크 안에 있는 스가랴 신전
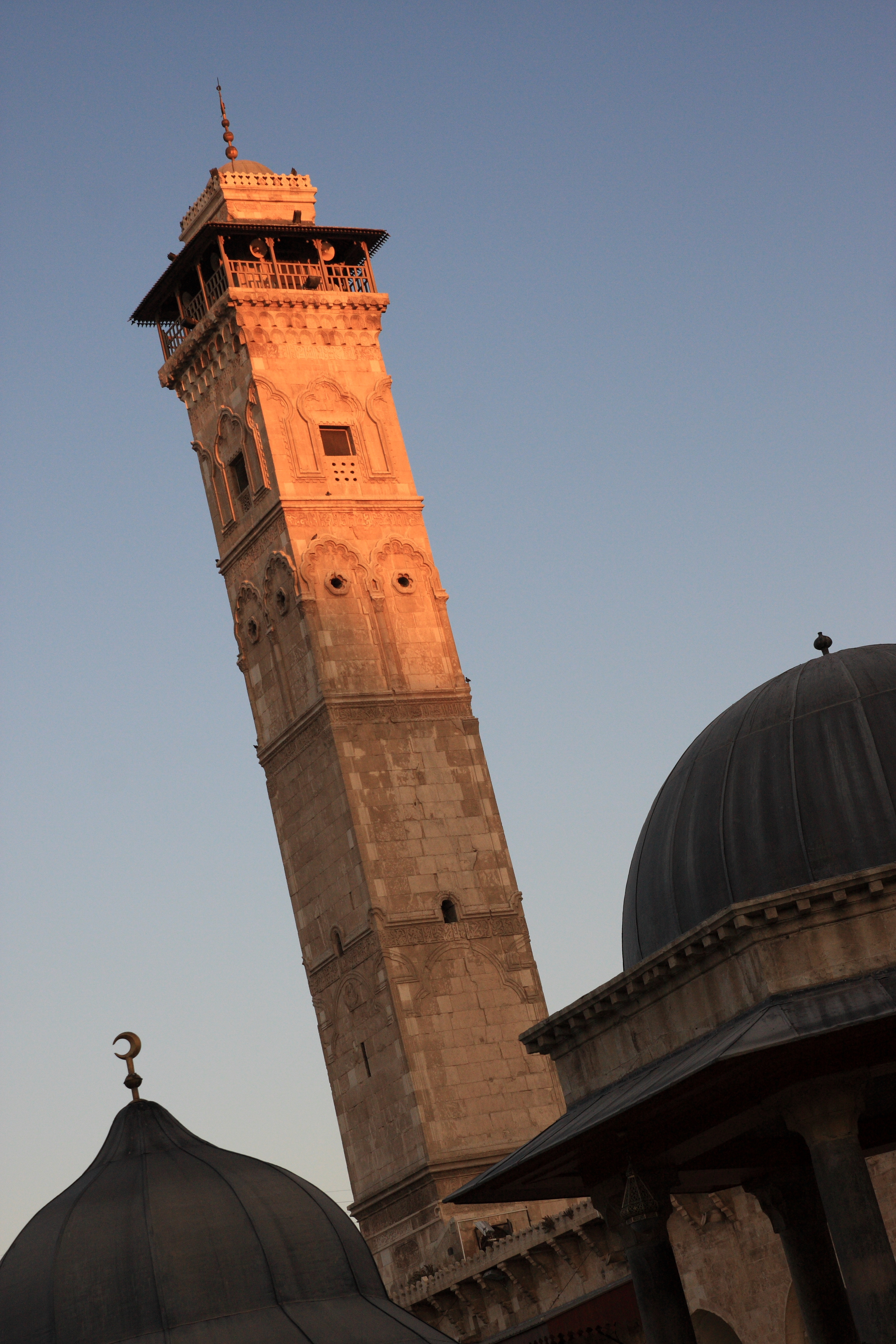
2013년 4월, 파괴되기 전 미나렛
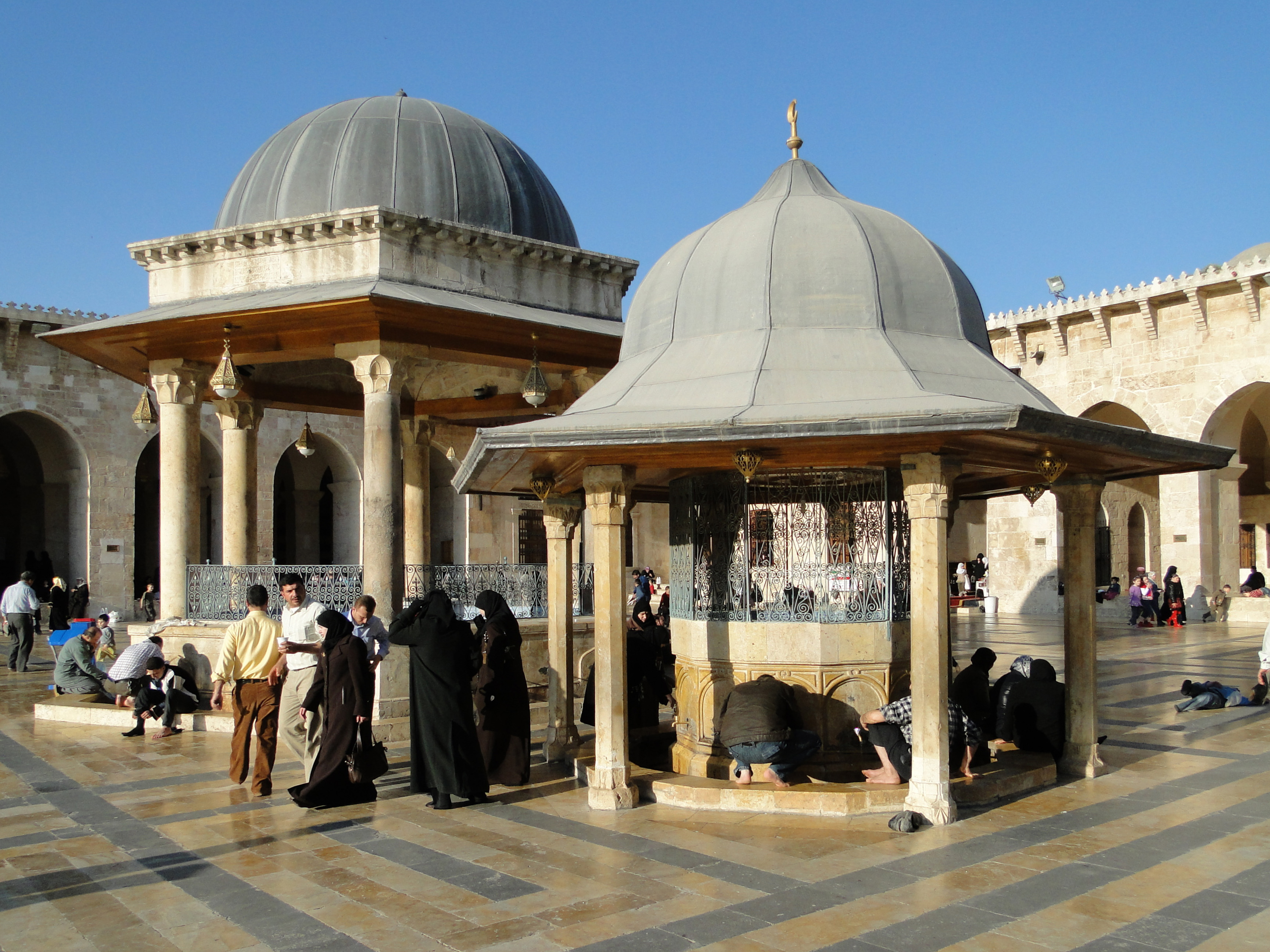
세정 분수
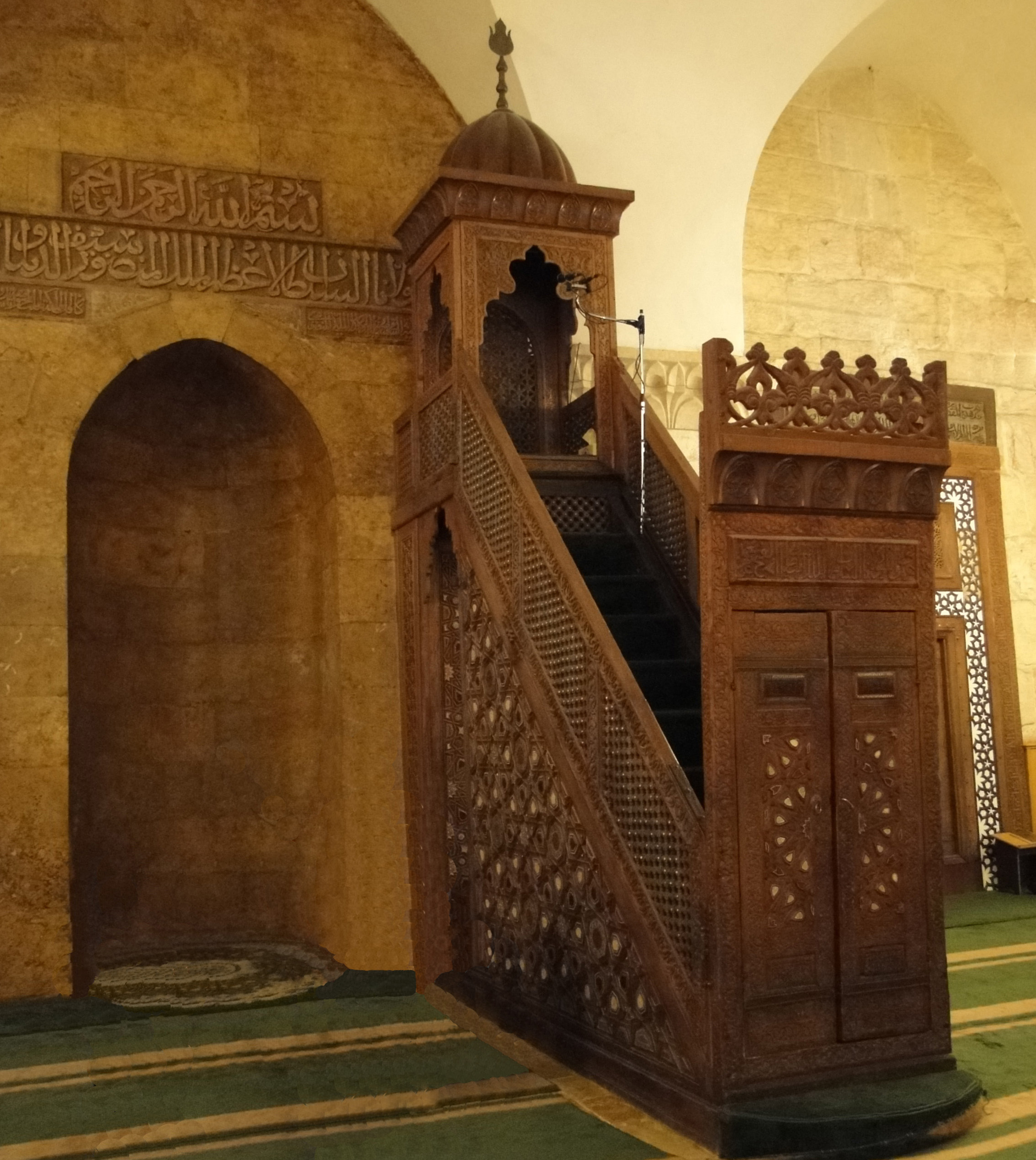
모스크의 미흐랍과 민바르
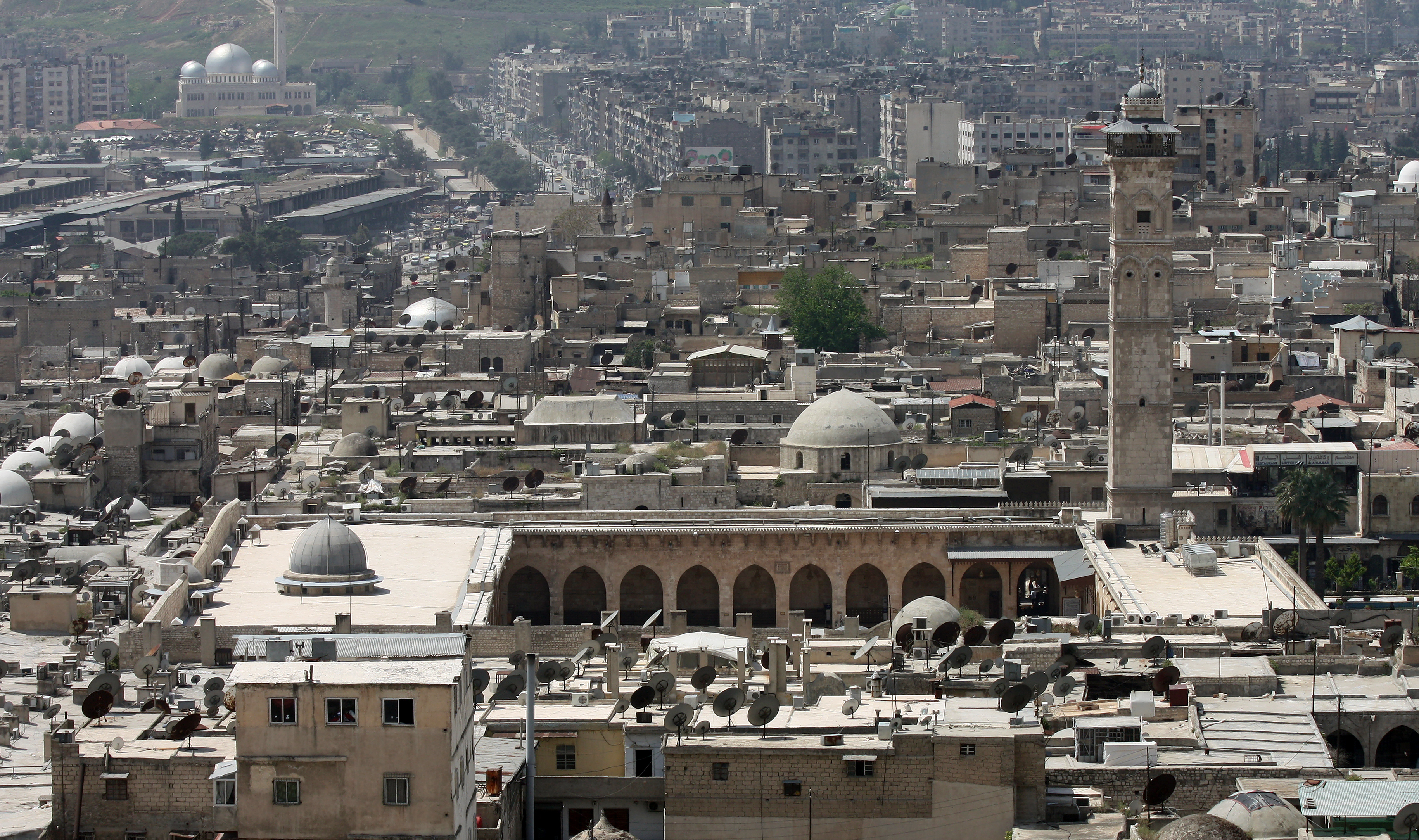
2013년 4월, 미나렛이 파괴되기 전 요새에서 본 모습
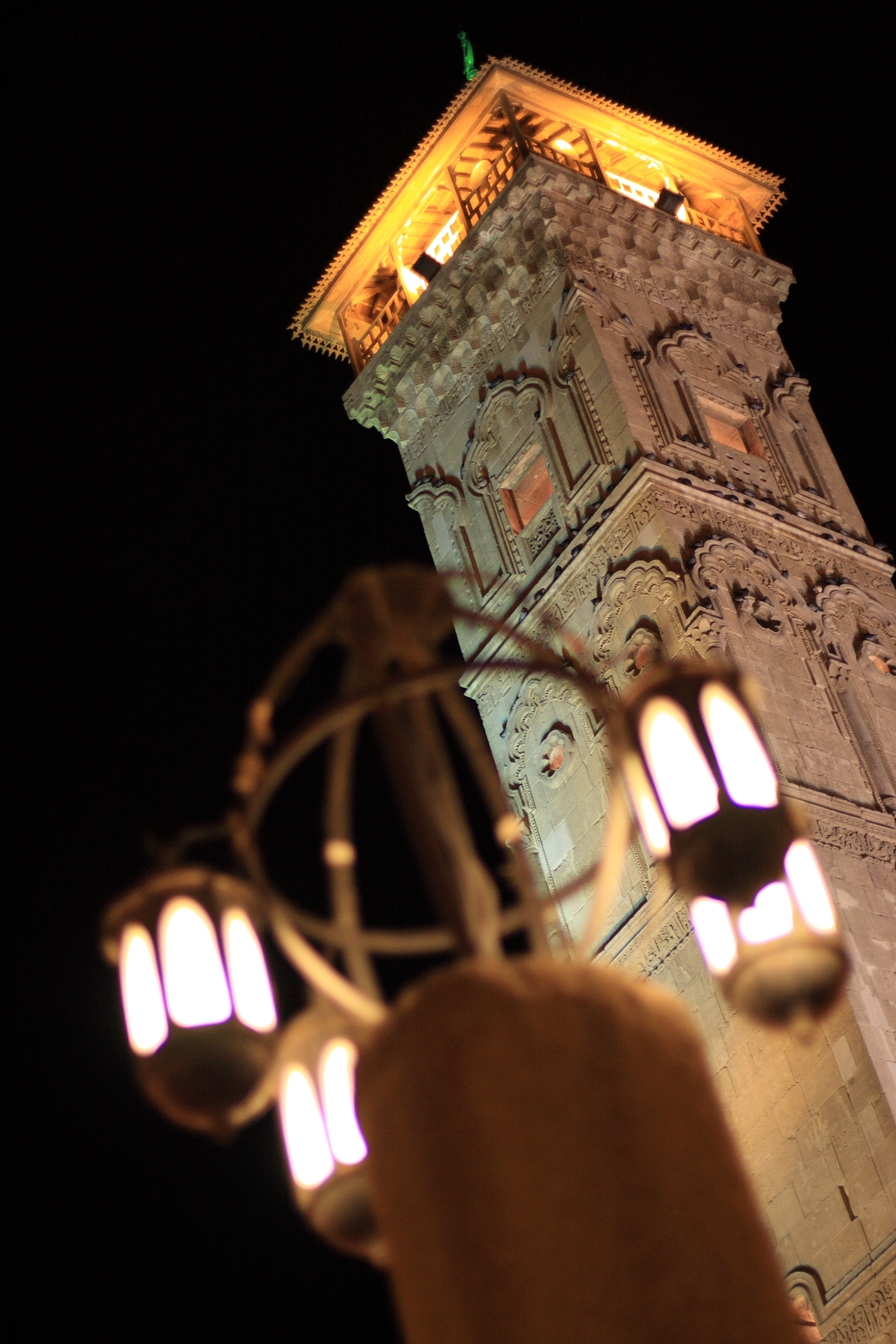
2013년, 파괴되기 전 미나렛
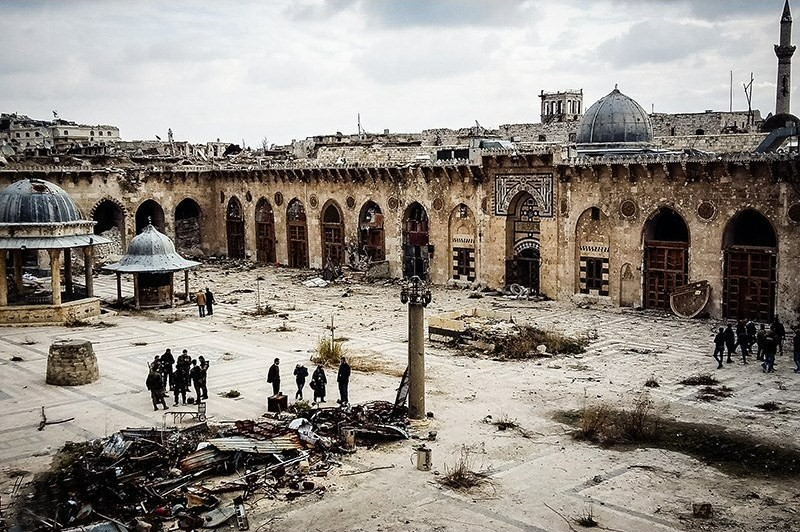
알레포 대 모스크 (2016년 12월)
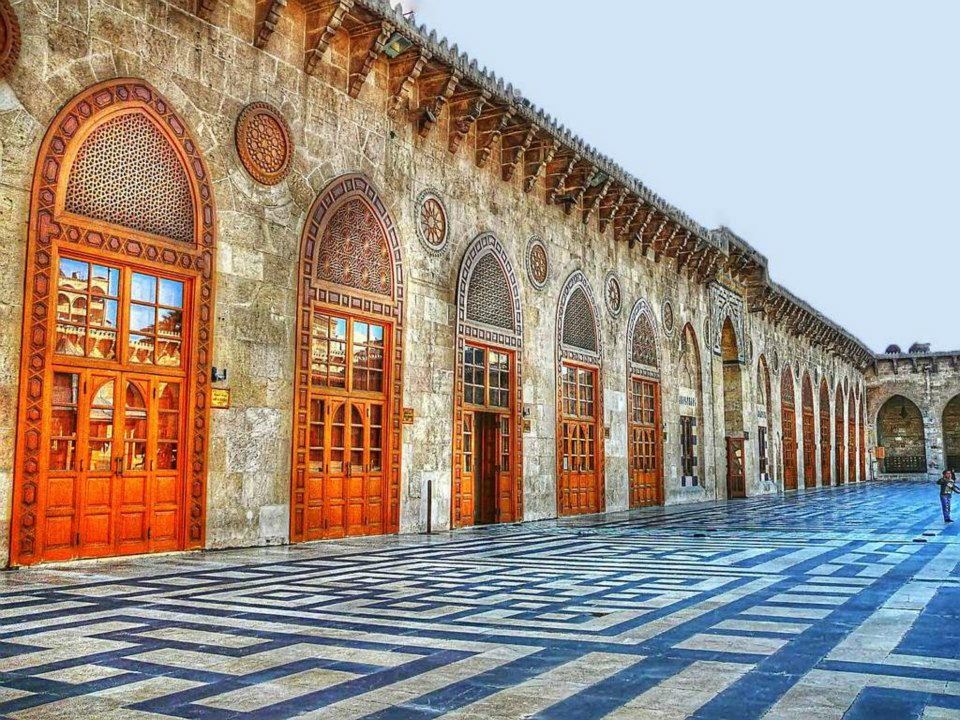
알레포 대 모스크 내부 모습
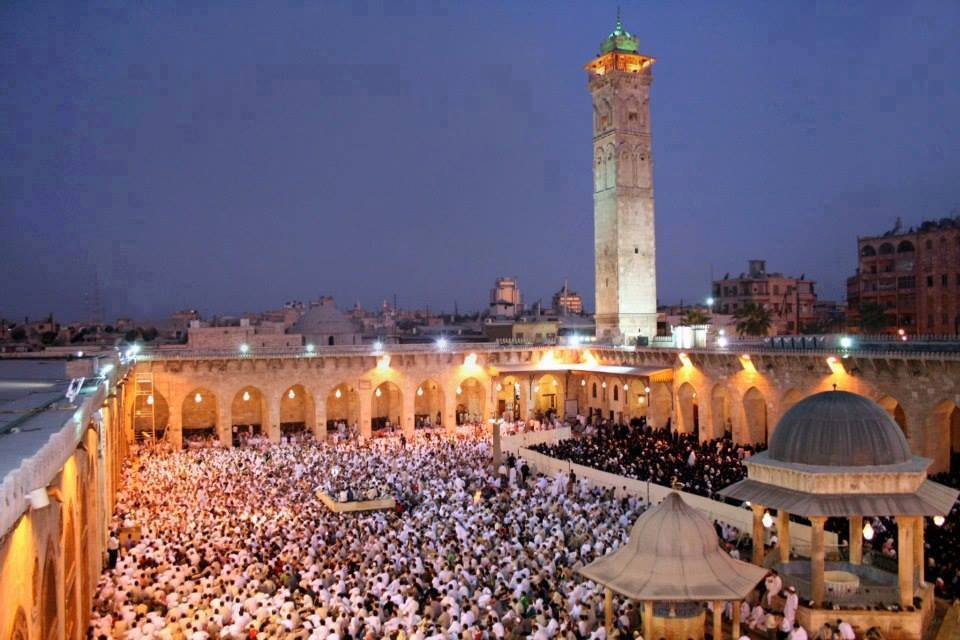
모스크 전경
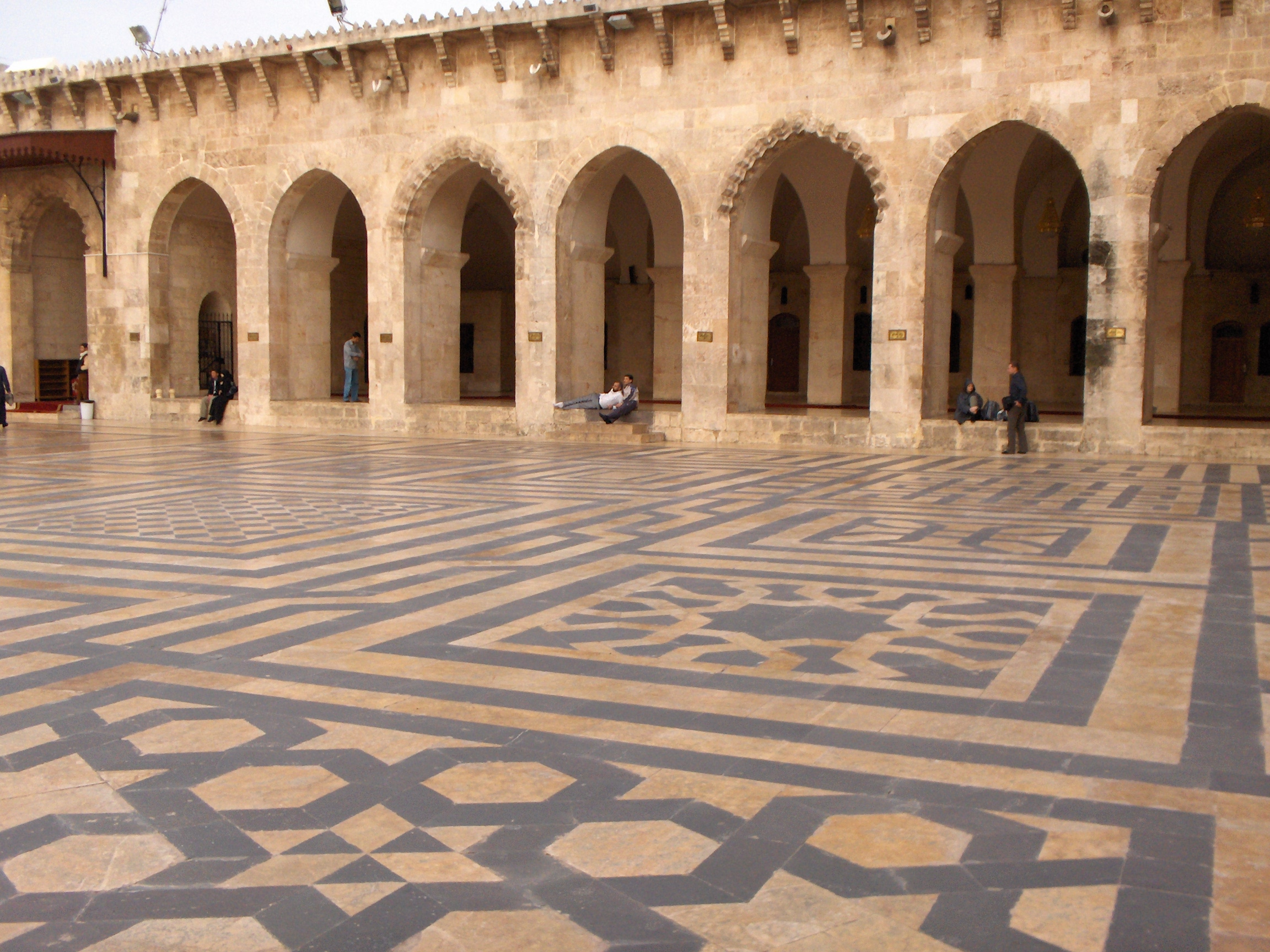
안뜰 아케이드
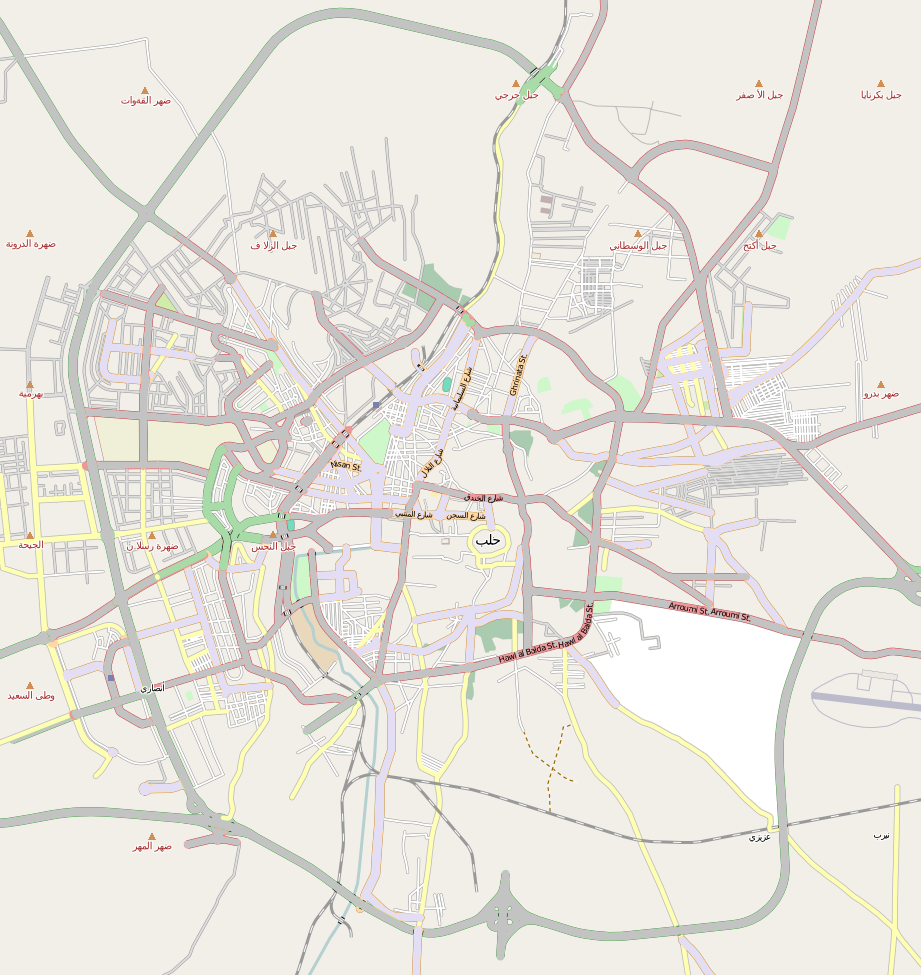
알레포 내 위치

## 같이 보기
- 알레포 성채
- 우마이야 모스크